# Camp militaire d'Ors
Le Camp Militaire d'Ors est un ancien camp militaire français situe sur la commune d'Ors dans le Nord.

## Historique
L'origine du Camp Militaire d'Ors remonte indirectement à un autre camp, celui de Raucourt-au-Bois.

### Création
Ce camp de Bois-l'Évêque a été créé sur une emprise de 187 hectares en 1932 sur une parcelle restant soumise au régime forestier acquise pour y prolonger le dispositif Maginot, avec projet de construction des dispositifs annexes à la ligne Maginot. Le commandement militaire avait installé dans ce camp un casernement de sécurité pour deux bataillons de forteresse, avec des travaux commencés en 1938, visité par le maréchal de Lattre de Tassigny en juillet 1946. 
Les travaux sont rapidement interrompus par la Seconde Guerre mondiale.
L’armée allemande occupe alors la forêt de Mormal, ainsi que le massif de Bois-l'Évêque. Elle y installe des bâtiments et dépôts de munitions. Pendant ce temps, la végétation recolonise le camp de manœuvres créé par les français.

### L'après-guerre
Après guerre, l'ancien projet français est abandonné. Mais 5 ans après l'armistice (vers 1950), l'Armée de terre se réintéresse aux installations laissées par les allemands dans le Bois l'Évêque. Elle envisage d'y établir un dépôt permanent de munitions.
Un échange de terrain est négocié avec le ministère de l'agriculture (propriétaire en France des forêts domaniales). L'armée française récupère le massif de Bois l'Évêque et en échange rétrocède au Ministère de l'Agriculture (pour gestion par l'ONF) d'une partie des 651 ha du Camp de Raucourt  (du nom de la commune de Raucourt-au-Bois situé en lisière ouest de Mormal). Via deux dépêches ministérielles le secrétaire d'État à la guerre lance une étude visant l'installation d'un nouveau dépôt de munitions à Bois l'Évêque  (184 ha 46 a et 20 ca), en plusieurs tranches de travaux, sur la base des restes d'anciennes installations allemandes. La première tranche devait permettre le stockage de 3 600 tonnes.
Fin de 1952 à septembre 1953, les bâtiments et soutes sont rénovés sous la surveillance du Génie ; On restaure ou complète le casernement existant pour y abriter un officier marié, quatre sous officiers et 60 hommes de troupe ; on rénove des magasins à munitions (1, 2, 3, 4, 5, 7, 31, 32, 33, 34, 36, 38, 39, 40, 1 bis, 2 bis et 3 bis), des quais et merlons de protection ; des voies de circulation desservant ces magasins (des routes de 3 m de large et une plate-forme de 23 m x 6 m devant chaque magasin). L'ancien réseau ferrée est détruit et une clôture « à base de poteaux et chevaux de frises » enclos le site. En 1953 également, le 1er juillet, décision est prise de transférer à Ors le dépôt de munitions de Vic-sur-Aisne.  
Le 7 janvier 1954, les munitions commencent à arriver (jusqu’au 5 juillet 1954) pour atteindre 1 583 tonnes, avant même accord du ministère de l'Agriculture pour cet usage en Forêt (l'accord est délivré le 4 avril 1954, pour un dépôt sur 184 hectares, 46 ares et 20 centiares). L’armée y fait construire un château d'eau et augmente cette même année la capacité de stockage sur site, à 6000 puis à 10 000 tonnes. 
En 1955, 1 559 tonnes de munitions y sont stockées, mais le plan est approuvé pour 10 000 t de capacité. Les munitions continuent à affluer : le 11 septembre 1955 on en compte déjà 8 490 tonnes ; ce site sera « en son temps le plus gros dépôt de munitions du Nord », fournissant notamment la Base aérienne 103 Cambrai-Épinoy en munitions petits calibres, en missiles air-air et en missiles terre-air. 
le 6 août 1958 Le dépôt de munitions de Bois-l'Evêque (Nord) est classé par décret, au regard de la loi du 8 août 1929. Le même décret crée un « polygone d'isolement » autour du dépôt, qui sera modifié en 1972. Il était géré par environ 200 personnes (au début des années 2000) sous l'égide en 1953 de la 772e compagnie de munitions spécialement créée  pour la garde et la gestion du dépôt, sous le contrôle d'un officier (Le lieutenant Paul Brunelle), avec 2 détachements de munitions de la 2e compagnie régionale du Matériel... puis par la 212e CMT (compagnie du matériel du territoire). 
Le 26 septembre 1959, De Gaulle en allant au Pommereuil et à Landrecies s'arrêta dans le dépôt pour saluer le responsable du dépôt (le capitaine André Villain, commandant le dépôt de 1956 à 1960).

### Fin du camp
Le 7 juillet 1998, par décision no 1700/DEF/EMAT/CE/ES/200, l'État décide de fermer l'« entrepôt de réserve générale de munitions d'Ors ».
Dix ans plus tard, le 18 novembre 2008, un décret abroge celui du 6 août 1958 ayant créé le dépôt de munitions de Bois-l'Évêque (Nord). Le site sera rétrocédé à la Communauté de communes de Haute Sambre-Bois l'Évêque et reconverti en pôle d'animations pour les écoles et les centres aérés.
La communauté de communes bénéficie d'une autorisation d'occupation temporaire valable jusqu'en 2017. 
Le 41e régiment de transmission de Douai décide dès lors d'y mener des manœuvres de combat de type "missions communes de l'Armée de terre", comme les préparations des opérations extérieures (Barkhane...)  ou des opérations intérieures (Sentinelle, ...). 
Un appel à projet de cession du terrain à un promoteur en activités de loisir est pour autant publié en 2018 par la Préfecture du Nord.